# Pentathlon moderno ai III Giochi olimpici giovanili estivi
Le gare di pentathlon moderno ai III Giochi olimpici giovanili estivi sono state disputate al Parque Polideportivo Roca e al Tecnópolis di Buenos Aires dal 12 al 16 ottobre 2018. Rispetto ai Giochi Olimpici maggiori, non si disputano le gare di equitazione, ma solo quelle di scherma e nuoto e quella combinata di tiro a segno e corsa.

## Podi
| Specialità            | Oro                              | Argento                                     | Bronzo                                   |
| Individuale maschile  | Ahmed Elgendy                    | Egor Gromadskii                             | Ugo Fleurot                              |
| Individuale femminile | Salma Abdelmaksoud               | Emma Riff                                   | Michelle Gulyás                          |
| A squadre miste       | Squadra 1 Gu Yewen Ahmed Elgendy | Squadra 3 Salma Abdelmaksoud Franco Serrano | Squadra 4 Laura Heredia Kamil Kasperczak |